# ノーム・アローン
『ノーム・アローン』(英語: Gnome Alone) は 2018年にリリースされたカナダ-北アメリカ-イギリスの3Dコンピューターアニメーション映画である。

## キャスト
※括弧内は日本語吹替
- クロエ - ベッキー・G（中上育実）
- リアム - ジョシュ・ペック（佐々木拓真）
- キャサリン - タラ・ストロング（久嶋志帆）
- ブルターニュ - オリヴィア・ホルト（櫻庭有紗）
- ザンフィーア - デヴィッド・ケックナー（山田浩貴）
- クイックシルバー - ジェフ・ダナム（山野史人）
- トレイ - ナッシュグリア（バトリ勝悟）
- ティファニーとチェルシー - マディソンデラガルサ（渡辺優里奈）
- ズーク - ジョージ・ロペス（駒谷昌男）